# Episodi di Crown Court (undicesima stagione)
L'undicesima stagione della serie televisiva Crown Court è stata trasmessa in anteprima nel Regno Unito dalla Independent Television tra il 23 marzo 1982 e il 17 giugno 1982.
| nº | Titolo originale                      | Titolo italiano | Prima TV UK    | Prima TV Italia |
| -- | ------------------------------------- | --------------- | -------------- | --------------- |
| 1  | Talking to the Enemy (Part 1)         |                 | 23 marzo 1982  |                 |
| 2  | Talking to the Enemy (Part 2)         |                 | 24 marzo 1982  |                 |
| 3  | Talking to the Enemy (Part 3)         |                 | 25 marzo 1982  |                 |
| 4  | Resurrection Woman (Part 1)           |                 | 30 marzo 1982  |                 |
| 5  | Resurrection Woman (Part 2)           |                 | 31 marzo 1982  |                 |
| 6  | Resurrection Woman (Part 3)           |                 | 1º aprile 1982 |                 |
| 7  | Ignorance in the Field (Part 1)       |                 | 6 aprile 1982  |                 |
| 8  | Ignorance in the Field (Part 2)       |                 | 7 aprile 1982  |                 |
| 9  | Ignorance in the Field (Part 3)       |                 | 8 aprile 1982  |                 |
| 10 | On the Defensive (Part 1)             |                 | 13 aprile 1982 |                 |
| 11 | On the Defensive (Part 2)             |                 | 14 aprile 1982 |                 |
| 12 | On the Defensive (Part 3)             |                 | 15 aprile 1982 |                 |
| 13 | Fair Play (Part 1)                    |                 | 20 aprile 1982 |                 |
| 14 | Fair Play (Part 2)                    |                 | 21 aprile 1982 |                 |
| 15 | Fair Play (Part 3)                    |                 | 22 aprile 1982 |                 |
| 16 | Peanuts (Part 1)                      |                 | 27 aprile 1982 |                 |
| 17 | Peanuts (Part 2)                      |                 | 28 aprile 1982 |                 |
| 18 | Peanuts (Part 3)                      |                 | 29 aprile 1982 |                 |
| 19 | Face Value (Part 1)                   |                 | 4 maggio 1982  |                 |
| 20 | Face Value (Part 2)                   |                 | 5 maggio 1982  |                 |
| 21 | Face Value (Part 3)                   |                 | 6 maggio 1982  |                 |
| 22 | Wrecker (Part 1)                      |                 | 11 maggio 1982 |                 |
| 23 | Wrecker (Part 2)                      |                 | 12 maggio 1982 |                 |
| 24 | Wrecker (Part 3)                      |                 | 13 maggio 1982 |                 |
| 25 | Window Shopping (Part 1)              |                 | 18 maggio 1982 |                 |
| 26 | Window Shopping (Part 2)              |                 | 19 maggio 1982 |                 |
| 27 | Window Shopping (Part 3)              |                 | 20 maggio 1982 |                 |
| 28 | Soldier, Soldier (Part 1)             |                 | 25 maggio 1982 |                 |
| 29 | Soldier, Soldier (Part 2)             |                 | 26 maggio 1982 |                 |
| 30 | Soldier, Soldier (Part 3)             |                 | 27 maggio 1982 |                 |
| 31 | Too Bad for Tobias (Part 1)           |                 | 1º giugno 1982 |                 |
| 32 | Too Bad for Tobias (Part 2)           |                 | 3 giugno 1982  |                 |
| 33 | Too Bad for Tobias (Part 3)           |                 | 4 giugno 1982  |                 |
| 34 | A Candidate for the Alliance (Part 1) |                 | 8 giugno 1982  |                 |
| 35 | A Candidate for the Alliance (Part 2) |                 | 9 giugno 1982  |                 |
| 36 | A Candidate for the Alliance (Part 3) |                 | 10 giugno 1982 |                 |
| 37 | The Fiddling Connection (Part 1)      |                 | 15 giugno 1982 |                 |
| 38 | The Fiddling Connection (Part 2)      |                 | 16 giugno 1982 |                 |
| 39 | The Fiddling Connection (Part 3)      |                 | 17 giugno 1982 |                 |